# Son vrai visage
Son vrai visage (Pieces of Her) est une mini-série dramatique américaine en huit épisodes de 43-58 minutes, créée par Charlotte Stoudt et diffusée depuis le 4 mars 2022 sur Netflix.
Il s'agit de l'adaptation du roman Pieces of Her (2018) de Karin Slaughter.

## Synopsis
À trente ans, Andy vit toujours chez sa mère Laura Oliver, une orthophoniste, à Belle Isle, près de Savannah (Géorgie). Un jour au restaurant, elles sont prises dans une fusillade, et pour sauver sa fille, Laura tue le forcené. Blessée, elle se retrouve sous la lumière des médias, et exige qu'Andy déménage. La nuit même, un homme entre par effraction et agresse Laura. Andy le met hors d'état de nuire, et sa mère la presse de quitter l'État. Sans savoir quels dangers elle doit fuir, Andy va découvrir peu à peu qui est vraiment sa mère,.

## Distribution
- Toni Collette (VF : Laurence Dourlens) : Laura Oliver / Jane Queller
- Bella Heathcote (VF : Karine Texier) : Andy Oliver, sa fille
- Omari Hardwick (VF : Vincent Touré) : Gordon Oliver, l'ex-mari de Laura
- Genevieve Hegney (VF : Emmanuelle Rivière) : Paula Kunde
- Nicholas Burton (VF : Martin Faliu) : Andrew Queller
- David Wenham (VF : Bernard Bollet) : Jasper Queller
- Jessica Barden (VF : Lila Lacombe) : Jane Queller, jeune
- Jacob Scipio (VF : Julien Allouf) : Michael Vargas, un U.S. Marshal
- Joe Dempsie (VF : Valéry Schatz) : Nick Harp, jeune
- Terry O'Quinn (VF : Hervé Jolly) : Martin Queller, le père de Jasper, Andrew et Jane
- Gil Birmingham (VF : Stefan Godin) : Charlie Bass
- Aaron Jeffery : Nick, de nos jours
- Calum Worthy (VF : Aurélien Raynal) : Jasper, jeune

## Production

### Développement
Le projet d'adaptation du roman Pieces of Her de Karin Slaughter est annoncé dès 2018. En mars 2020, Charlotte Stoudt est choisie pour écrire le scénario.

### Attribution des rôles
En mars 2020, les deux actrices Toni Collette et Bella Heathcote sont révélées interpréter les personnages principaux.

### Tournage
Le tournage a lieu en partie en Australie au lieu de la Géorgie (États-Unis), à Sydney, Camperdown, et dans les paysages d'Umina Beach et des Blue Mountains en Nouvelle-Galles du Sud[réf. nécessaire].

### Fiche technique
Sauf indication contraire, les informations mentionnées dans cette section peuvent être confirmées par la base de données cinématographiques IMDb,  présente dans la section « Liens externes ».
- Titre original : Pieces of Her
- Titre français : Son vrai visage
- Création : Charlotte Stoudt
- Casting : David Rubin
- Réalisation : Minkie Spiro
- Scénario : Charlotte Stoudt, Anna Fishko, Sharon Hoffman, Dan LeFranc, Jerome Hairston et Michelle Denise Jackson, d'après le roman Pieces of Her (2018) de Karin Slaughter
- Musique : Danny Bensi, Chase Deso et Saunder Jurriaans
- Direction artistique : Mandi Bialek-Wester
- Décors : Steven Jones
- Costumes : Joanna Mae Park
- Photographie : Ole Birkeland
- Montage : Michael Ruscio, Mako Kamitsuna et Adoma Ananeh-Firempong
- Production : Darren M. Demetre, Anne M. Uemura et Jeanne Snow
- Production déléguée : Casey Haver, Steve Hutensky, Bruna Papandrea, Minkie Spiro, Janice Williams, Lesli Linka Glatter et Charlotte Stoudt
- Sociétés de production : Red Shoes Pictures et Made Up Stories
- Société de distribution : Netflix
- Pays de production :  États-Unis
- Langue originale : anglais
- Format : couleur - ratio 16:9 HD - son stéréo
- Genre : drame, thriller
- Durée : 43–58 minutes
- Date de diffusion : Monde : 4 mars 2022

## Épisodes
Les épisodes, sans titre, sont numérotés de un à huit.

## Accueil

### Critique
Pour GQ (magazine), « Avec Son vrai visage, Netflix nous offre un thriller bien rythmé qui tient en haleine durant huit épisodes ».